# 好女人的爱情
《好女人的爱情》（英語：The Love of a good woman），加拿大英语小说家、2013年诺贝尔文学奖得主爱丽丝·门罗的短篇小说集。该短篇小说集在1998年荣获吉勒奖、全美书评人协会奖。

## 写作和出版
该短篇小说集在1998年出版。

## 内容
《好女人的爱情》一共收录8篇短篇小说，分别是：好女人的爱情、雅加达、库特斯岛、唯有收割者、孩子们留下、富得流油、变化之前、我妈妈的梦。

## 主题和风格
《好女人的爱情》主要讲女人们各种类型的爱。

## 译著
简体中文版本已经由殷呆翻译。